# غلدرق
غلدرق هي قرية في مقاطعة كليبر، إيران. عدد سكان هذه القرية هو 217 في سنة 2006.